# Nusa trianguligera
Nusa trianguligera là một loài ruồi trong họ Asilidae. Nusa trianguligera được Austen miêu tả năm 1914. Loài này phân bố ở vùng Cổ Bắc giới.